# Хуан Санчес Вилья-Лобос Рамирес
Хуан Санчес Вилья-Лобос Рамирес (англ. Juan Sánchez Villa-Lobos Ramírez) — персонаж фильмов «Горец» и «Горец: Оживление». Бессмертный.

## Биография персонажа
В 1541 году древний бессмертный Рамирес встречает молодого бессмертного Коннора Маклауда и становится его наставником. В день встречи Рамирес представляется подданным испанского короля, но по ходу повествования выясняется, что он египтянин, родившийся около 900 г. до н. э..
В середине первого фильма Рамиреса убивает злой бессмертный Курган.
Хуан Рамирес также появляется в фильме «Горец 2: Оживление» и является одним из главных действующих лиц мультсериала «Горец».
Свой меч катану Рамирес получил от отца своей последней жены — японской принцессы Шакико.